# Dicranomyia (Caenolimonia) translucida
Dicranomyia (Caenolimonia) translucida is een tweevleugelige uit de familie steltmuggen (Limoniidae). De soort komt voor in het Neotropisch gebied.